# Милые обманщицы: Перфекционистки
«Милые обманщицы: Перфекционистки» (англ. Pretty Little Liars: The Perfectionists) — американский драматический телесериал, созданный А. Марлин Кинг и основанный на романе «Перфекционистки» писательницы Сары Шепард. Сериал является вторым спин-оффом телесериала «Милые обманщицы». Премьера сериала состоялась 20 марта 2019 года. 
27 сентября 2019 года канал Freeform закрыл телесериал после одного сезона.

## Сюжет
Действие сериала развивается в университете Бейкон Хайтс, где всё кажется идеальным; сюжет вращается вокруг трех молодых студентов, которые мечтали об исчезновении Нолана Хотчкисса, бабника, который использовал всех троих. Вскоре Хотчкисса находят мёртвым, причём убит он был в точном соответствии с мечтами одного из главных героев, они же и становятся главными подозреваемыми в убийстве. Теперь они должны узнать, кто его убил и почему.

## В ролях

### Основной состав
- Саша Питерс — Элисон Дилаурентис
- Джанель Пэрриш — Мона Вондервол
- София Карсон — Ава Джалали
- Сидни Парк — Кэйтлин Мартелл-Льюис
- Элай Браун — Дилан Райт
- Келли Разерфорд — Клэр Хотчкисс
- Хэйли Эрин — Тейлор Хотчкисс
- Крис Мэсон — Нолан Хотчкисс

### Второстепенный состав
- Эван Биттенкур — Эндрю
- Грэм Томас Кинг — Джереми Беккет

## Сезоны
| Сезон | Сезон | Эпизоды | Оригинальная дата показа | Оригинальная дата показа |
| Сезон | Сезон | Эпизоды | Премьера сезона          | Финал сезона             |
| ----- | ----- | ------- | ------------------------ | ------------------------ |
|       | 1     | 10      | 20 марта 2019            | 22 мая 2019              |

## Список эпизодов

### 1 сезон (2019)
| № общий | № в сезоне | Название                                                    | Режиссёр                 | Автор сценария                                       | Дата премьеры  | Произв. код | Зрители в США (млн) |
| --- | ---------- | ----------------------------------------------------------- | ------------------------ | ---------------------------------------------------- | -------------- | ----------- | ------------------- |
| 1 | 1          | «Пилот» «Pilot»                                             | Элизабет Аллен Розенбаум | Сюжет : Ай Марлен Кинг Телесценарий : Ай Марлен Кинг | 20 марта 2019  | 101         | 0.46                |
| Всё в городке Бикон-Хайтс кажется идеальным, начиная с его высшего колледжа и заканчивая его потрясающими студентами. Однако в Бикон-Хайтс всё не так, как кажется. Когда обстановка накаляется, а ставки растут, это толкает жителей к прохождению некоей критической точки. В городке происходит таинственное убийство, и чтобы разгадать его тайну, придётся немало поработать. Оказывается, за каждым местным перфекционистом стоят секреты, ложь и острая необходимость подтверждённого алиби. |            |                                                             |                          |                                                      |                |             |                     |
| 2 | 2          | «Секс, ложь и алиби» «Sex, Lies and Alibis»                 | Элизабет Аллен Розенбаум | Ай Марлен Кинг                                       | 27 марта 2019  | 102         | 0.24                |
| После убийства Нолана ребята решают объединить усилия, чтобы обеспечить себе нормальное алиби на тот случай, если их будут допрашивать по этому делу. Элисон берётся за собственное расследование, и подозрение падает на сомнительную компанию Нолана. Тем временем Мона вновь берётся за старое. |            |                                                             |                          |                                                      |                |             |                     |
| 3 | 3          | «...Если один из них мертв» «...If One of Them is Dead»     | Джири МакЛеод            | Чарли Крэйг                                          | 3 апреля 2019  | 103         | 0.29                |
| Ребята начинают собственное расследование, когда у них появляются догадки относительно возможного убийцы Нолана. Тем временем Элисон пытается понять все обстоятельства загадочного самоубийства Тейлор Хочкисс и вспоминает своё непростое прошлое в Роузвуде. |            |                                                             |                          |                                                      |                |             |                     |
| 4 | 4          | «Призрачная соната» «The Ghost Sonata»                      | Роджер Камбл             | Джозеф Доэрти                                        | 10 апреля 2019 | 104         | 0.31                |
| Элисон подозревает, что Тейлор жива, и начинает настоящую охоту для того, чтобы установить истину. Кейтлин, Ава и Дилан понимают, что их дружбе угрожают собственные секреты и споры о прошлом друг друга. Теперь они пытаются загнать в угол своего подозреваемого номер один. |            |                                                             |                          |                                                      |                |             |                     |
| 5 | 5          | «Лоскутная девушка» «The Patchwork Girl»                    | Роджер Камбл             | Джозеф Доэрти                                        | 17 апреля 2019 | 105         | 0.22                |
| Мона знакомится с таинственным человеком, который клятвенно уверяет, что поможет разыскать убийцу Нолана. Все попытки Дилана сосредоточиться на важном для него прослушивании проваливаются, поскольку он постоянно отвлекается на мысли о деле Даны Букер. Тем временем решительная попытка перфекционистов отбелить свои имена заканчивается неудачей. |            |                                                             |                          |                                                      |                |             |                     |
| 6 | 6          | «Потерять и найти» «Lost and Found»                         | Шири Эпплби              | Кайл Браун                                           | 24 апреля 2019 | 106         | 0.24                |
| Элисон пытается привлечь к своему расследованию Мону, и та делает поразительное открытие. Ава начинает общение с Заком, который имеет непосредственное отношение к её прошлому, а также готовится к очередному модному показу. Тем временем компания перфекционистов пытается прийти в себя после недавних событий. |            |                                                             |                          |                                                      |                |             |                     |
| 7 | 7          | «Смертельная неделя» «Dead Week»                            | Арлин Сэнфорд            | Паула Йу                                             | 1 мая 2019     | 107         | 0.17                |
| В колледже выдаётся более-менее спокойная неделя, и Кейтлин пытается разобраться со своей учёбой, а также наладить отношения с Джереми. Ава работает над домашним заданием в паре с Заком, но не испытывает по этому поводу никакого энтузиазма. Тем временем травма Дилана оказывает определённое влияние на его музыкальный проект. Эли продолжает оказывать давление на Тейлор. Тем временем Мона старается разобраться с таинственным сообщением, которое ей кто-то оставил.                    |            |                                                             |                          |                                                      |                |             |                     |
| 8 | 8          | «Крюк, линия и Букер» «Hook, Line and Booker»               | Арлин Сэнфорд            | Нэльсон Солер                                        | 8 мая 2019     | 108         | 0.20                |
| Мона и Эли вместе с другими перфекционистами разрабатывают план действий, как поменяться ролями с Даной Букер. Девушки пытаются разобраться в том, насколько им стоит доверять Тейлор, как одному из членов команды. Тем временем Кейтлин начинает серьёзно волноваться, когда внезапно узнаёт, что у Джереми могут быть свои тайны. |            |                                                             |                          |                                                      |                |             |                     |
| 9 | 9          | «Лгать вместе, умирать вместе» «Lie Together, Die Together» | Норман Бакли             | Чарли Крэйг и Кейтлэнд Браун                         | 15 мая 2019    | 109         | 0.21                |
| Во время школьной вечеринки компания перфекционистов думает, что знает, кто убил Нолана, и решает доказать это. Однако сделать это оказывается намного сложнее, чем они представляли. Тем временем Дана заметно усложняет собственную жизнь, рассказывая о важном секрете перфекционистам. |            |                                                             |                          |                                                      |                |             |                     |
| 10 | 10         | «Входит профессор» «Enter The Professor»                    | Норман Бакли             | Ай Марлен Кинг и Кайл Браун                          | 22 мая 2019    | 110         | 0.27                |
| После шокирующих новостей Эли, Мона и другие перфекционисты пытаются оставить всё позади и просто жить дальше. Однако появляется новая информация, и всё, в чем они были так уверены, теперь подвергается серьёзным сомнениям, вынуждая ребят вновь задуматься о деле. |            |                                                             |                          |                                                      |                |             |                     |

## Производство
Сериал был официально заказан в производство 25 сентября 2017 года.

### Кастинг
25 сентября 2017 года было объявлено, что Саша Питерс и Джанель Пэрриш повторят свои роли из «Милых обманщиц» — Элисон Дилаурентис и Моны Вондервол. 29 января 2018 года стало известно, что София Карсон получила роль Авы, одной из главных героинь телесериала.

### Съёмки
23 января 2018 года стало известно, что съёмки будут проходить в Портленде, штат Орегон.